# Бурхарт, Иоганн
Иоганн I Бурхарт (нем. Johann I Burchart), полное имя Иоганн Бурхарт (Янош Бот) Белавари де Секава (нем. Johann Burchart (János Both) Bélaváry de Szikava; 1546, Пресбург — 1616, Ревель) — эстонский врач, аптекарь, химик, главный аптекарь Ревеля; основатель династии аптекарей Бурхартов.

## Биография
Родился в городе Пресбург (ныне Братислава) на территории Королевства Венгрия. Сын Амброза Белавари де Секава; представитель дворянского семейства Бот (англ.), родственник бана Хорватии Ивана Бота де Байны. Покинул Венгрию после битвы при Керелёсентпале в 1575 году, после которой Стефан Баторий занял трон воеводы Трансильвании и разгромил сторонников Гашпара Бекеша. Иоганн бежал в Зальцбург, где скрывался до 1578 года, затем два года жил в Мюнхене. После перебрался в Елгаву (ныне Латвия) и осел в Ревеле, который тогда был шведским владением, приняв фамилию Бурхардт.

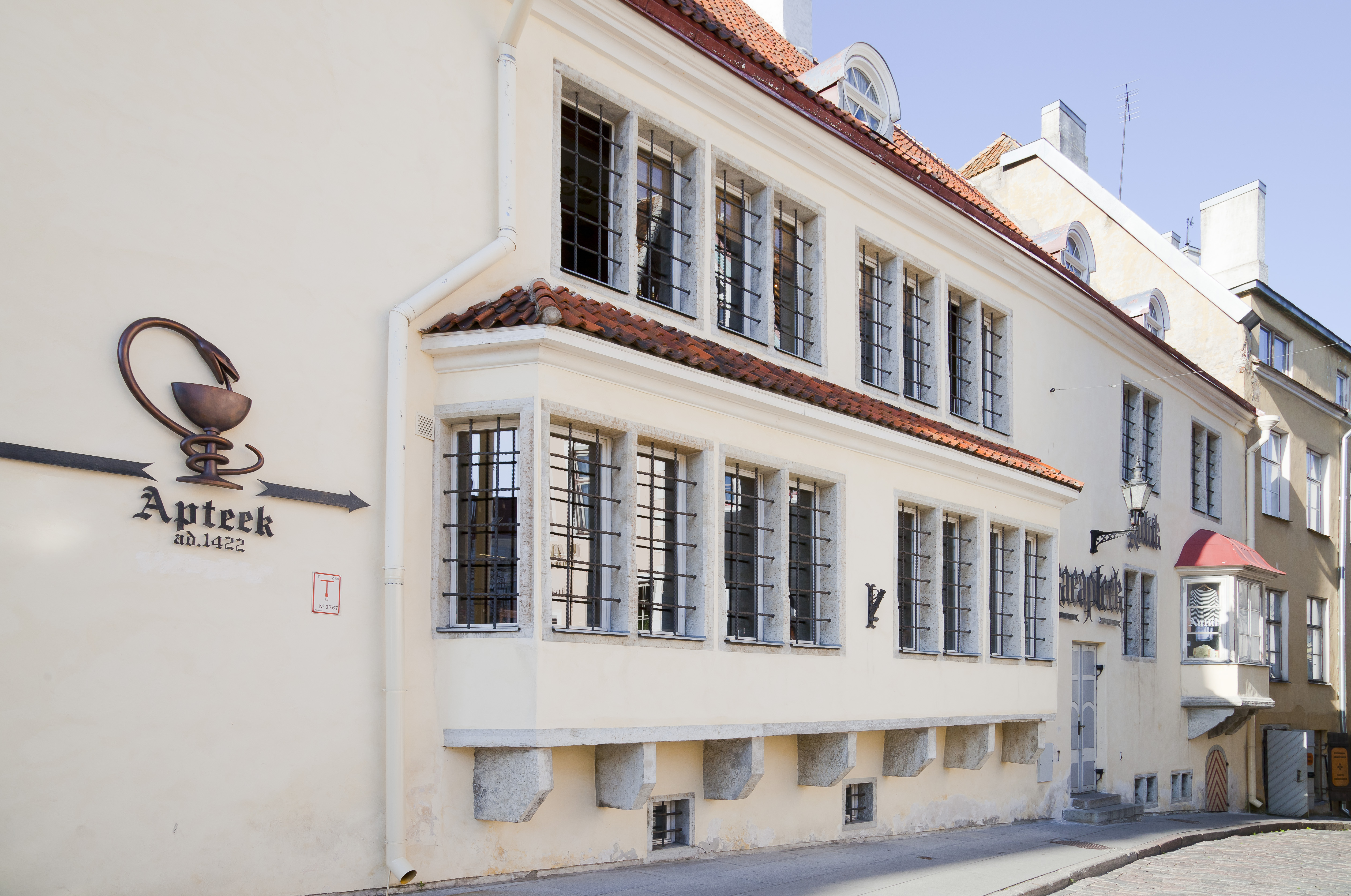
Ратушная аптека в 2012 году

30 апреля 1583 года Бурхардт был назначен главным аптекарем города по решению городского совета Таллина и получил в аренду аптеку — нынешнее здание Ратушной аптеки, которое было построено в 1420 году. За время своей деятельности стал владельцем мыз Хаббинем (Хаабнеэме, нем. Habbinem, эст. Haabneeme mõis) и Ваннамойс (Ванамыйза, нем. Wannamois, эст. Vanamõisa mõis).
Женился на Анне фон Кампфербек, дочери советника градоначальника Таллина Иоганна и внучке Генриха фон Деллингсгаузена, олдермена Ревеля (1508—1511). Бурхарт положил также семейную традицию называть сына первенца именем Иоганн, который должен был продолжить семейное дело, и эта традиция продолжилась до конца XIX века, когда родился десятый Иоганн — Иоганн X Бурхарт.